# پی‌وان‌هارمونی
پی‌وان‌هارمونی (کره‌ای: 피원하모니؛ انگلیسی: P1Harmony) گروه پسرانه اهل کره جنوبی است که توسط اف‌ان‌سی انترتینمنت شکل گرفت. این گروه شامل شش عضو است: کی‌هو، ته‌او، جی‌وونگ، این‌تاک، سوئول و جونگ‌سوب. این گروه از طریق فیلم پی‌وان‌اچ: آغاز دنیای جدید در ۲۷ اوت ۲۰۲۰ معرفی شد و در ۲۸ اکتبر ۲۰۲۰ با انتشار نخستین آلبوم چندآهنگه فعالیتش را آغاز کرد.

## اعضا

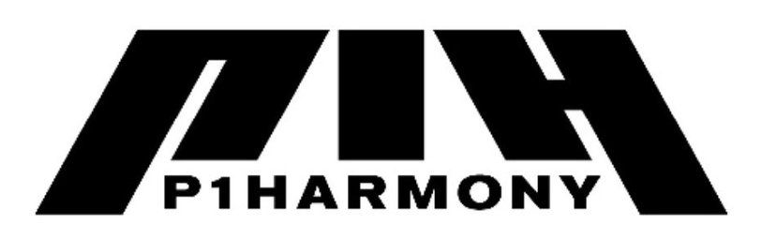
لوگوی رسمی پی‌وان‌هارمونی

- کی‌هو (کره‌ای: 기호) – لیدر[۵][۶]
- ته‌او (کره‌ای: 테오)[۷][۶]
- جی‌وونگ (کره‌ای: 지웅)[۸][۹]
- این‌تاک (کره‌ای: 인탁)[۱۰][۹]
- سوئول (کره‌ای: 소울)[۱۱][۱۲]
- جونگ‌سوب (کره‌ای: 종섭)[۱۳][۱۲]